# Inclination II
Albums de Mari Hamada
Marigold
(2002) Sense of Self
(2003)
Inclination II (en capitales : INCLINATION II) est un double album compilation de Mari Hamada sorti en 2003, couvrant ses dix précédentes années de carrière (1993-2002).

## Présentation
L'album sort le 25 juin 2003 au Japon sous le label Try-m de Tokuma Japan à l'occasion des vingt ans de carrière de la chanteuse, neuf ans après la compilation Inclination de 1994 qui couvrait ses dix premières années (de 1983 à début 1993). Une troisième compilation similaire, Inclination III, sortira dix ans plus tard en 2013.
Il contient 31 titres sur deux CD, tous parus (dans leur version originale) sur les albums sortis depuis 1993. Le premier disque, numéroté 3 à la suite des deux disques 1 et 2 d'Inclination, contient seize titres en anglais parus sur les deux albums internationaux sortis hors du Japon en 1993 et 1994, Introducing... et All My Heart ; si trois de ces titres étaient déjà parus tels quels sur l'album Anti-Heroine de 1993, les treize autres étaient jusqu'alors inédits au Japon : deux chansons spécialement écrites (If You're Looking For Love et Someone Like You), une version de la chanson Fixing A Broken Heart du groupe australien Indecent Obsession ré-interprétée avec Hamada, et dix ré-interprétations en anglais d'anciens titres de la chanteuse, re-titrés pour l'occasion.
Le deuxième disque, numéroté 4, contient dans le désordre quinze chansons parues sur les quatre albums originaux sortis par la suite (Persona, Philosophia, Blanche, et Marigold) ; trois ont cependant été ré-enregistrées pour l'occasion (Antique, Promised Land, et Since Those Days). Seuls deux des titres étaient sortis en single (Hey Mr. Broken Heart et Antique dans sa version originale).

## Liste des titres
| 1.  | If It's Love (version anglaise de Is This Justice? de l'album Colors)            | de l'album Introducing... (1993)                  |  |
| 2.  | Someone Like You                                                                 | de l'album Introducing... (1993)                  |  |
| 3.  | Heart in Motion (version anglaise de Forever, single de l'album Heart and Soul)  | de l'album All My Heart (1994)                    |  |
| 4.  | I Have a Story to Tell                                                           | de l'album Introducing... et dAnti-Heroine (1993) |  |
| 5.  | Get Lucky Tonight (version anglaise de Call My luck de Love Never Turns Against) | de l'album All My Heart (1994)                    |  |
| 6.  | With All My Heart (version anglaise de Over The Rainbow de l'album Sincerely)    | de l'album All My Heart (1994)                    |  |
| 7.  | If You're Looking for Love                                                       | de l'album Introducing... (1993)                  |  |
| 8.  | Color Blind (version anglaise de Paradox de l'album Tomorrow)                    | de l'album Introducing... (1993)                  |  |
| 9.  | Hold On (One More Time)                                                          | de l'album Introducing... et dAnti-Heroine (1993) |  |
| 10. | In My Private Heaven (version anglaise de Private Heaven dAnti-Heroine)          | de l'album All My Heart (1994)                    |  |
| 11. | Out of My Hands (version anglaise de Open Your Heart de l'album Sincerely)       | de l'album All My Heart (1994)                    |  |
| 12. | Going Through the Motions                                                        | de l'album Introducing... et dAnti-Heroine (1993) |  |
| 13. | Fixing a Broken Heart (Duet with Indecent Obsession)                             | de l'album All My Heart (1994)                    |  |
| 14. | Heaven Knows (When I Wish Upon A Star) (version anglaise ; de Colors)            | de l'album All My Heart (1994)                    |  |
| 15. | More Than Ever - For Such a Long Time (nouvelle version ; de Tomorrow)           | de l'album Introducing... (1993)                  |  |
| 16. | Only Love (version anglaise de My Tears de l'album Heart and Soul)               | de l'album All My Heart (1994)                    |  |

| 1.  | Tricky World                        | de l'album Blanche (2000)                      |  |
| 2.  | Wish Me Love                        | de l'album Marigold (2002)                     |  |
| 3.  | Insomnia -Innocence in Daydream-    | de l'album Blanche (2000)                      |  |
| 4.  | Luna Sympathy                       | de l'album Persona (1996)                      |  |
| 5.  | Millenia                            | de l'album Blanche (2000)                      |  |
| 6.  | Emergency                           | de l'album Marigold (2002)                     |  |
| 7.  | Summer Days                         | de l'album Philosophia (1998)                  |  |
| 8.  | Hey Mr. Broken Heart                | 17e single, de l'album Persona (1996)          |  |
| 9.  | Antique (nouvelle version)          | titre original : 18e single, de Persona (1996) |  |
| 10. | Love Renaissance                    | de l'album Marigold (2002)                     |  |
| 11. | Be Yourself                         | de l'album Persona (1996)                      |  |
| 12. | Promised Land (nouvelle version)    | titre original : de l'album Philosophia (1998) |  |
| 13. | Crazy Love                          | de l'album Persona (1996)                      |  |
| 14. | Since Those Days (nouvelle version) | titre original : de l'album Philosophia (1998) |  |
| 15. | Regret                              | de l'album Blanche (2000)                      |  |